# O Século (número extraordinário)
O Século. Número extraordinário comemorativo do duplo centenário da Fundação e Restauração de Portugal foi um destaque especial do jornal O Século, publicado em Lisboa, no ano de 1940, pela Sociedade Nacional de Tipografia, com um total de 384 páginas. Pertence à rede de Bibliotecas municipais de Lisboa e é considerado uma "raridade bibliográfica".